# 新田上田中町
新田上田中町（にったかみだなかちょう）は、群馬県太田市にある地名（町丁）。郵便番号は370-0346。

## 概要
綿打地区にある町丁。

## 地理

### 近隣町丁
- 新田大根町
- 新田上中町
- 新田花香塚町
- 新田早川町
- 新田下田中町
- 新田高尾町
- 新田上江田町

## 世帯数と人口
2022年（令和4年）3月31日現在の世帯数と人口は以下の通りである。
| 町丁         | 世帯数  | 人口   |
| ------------ | ------- | ------ |
| 新田上田中町 | 529世帯 | 1387人 |

## 交通

### 鉄道
町内に鉄道は通っていない。

### 道路
- 群馬県道315号大原境三ツ木線

## 施設
- 太田市立綿打小学校
- 太田市立綿打中学校
- スーパー魚徳
- 綿打コミュニティー広場